# Labrisomus bucciferus
Labrisomus bucciferus är en fiskart som beskrevs av Poey, 1868. Labrisomus bucciferus ingår i släktet Labrisomus och familjen Labrisomidae. Inga underarter finns listade i Catalogue of Life.